# 햄리스
햄리스(영어: Hamleys)는 세계에서 가장 오래되고 규모가 제일 큰 장난감 가게이다. 1760년에 윌리엄 햄리가 "노아스 아크"(Noahs Ark)라는 이름으로 런던 하이홀본에 설립하였으며, 1881년에 리젠트가로 이전했다.
2019년 5월 릴라이언스 인더스트리의 자회사인 릴라이언스 리테일에 인수되었다.

## 같이 보기
- 닌텐도